# Авторитарен характер
Авторитарния характер (от латински език. auctoritas – власт, влияние) е един от типовете социален характер, описани от Ерих Фром.
Главното за авторитарния характер е отношението към властта и силата.
| „                               | За авторитарния характер съществуват два пола – силни и слаби. Силата автоматически предизвиква неговата любов и готовност да се подчинява... Слабите хора автоматично предизвикват неговото презрение... Човекът от друг тип би се ужасил от мисълта да нападна слабия, но авторитарната личност усеща още по-голяма ярост, колкото е по-безпомощна неговата жертва. | “ |
| Ерих Фром, Бягство от свободата | |   |

За авторитарната личност е характерен стремежа да чувства своята принадлежност към каквато и да е могъща и неопреодолима сила, напълно преодоляваща волята ѝ.
| „                               | Общата черта на всяко авторитарно мислене се състои в убеждението, че живота се определя от сили, лежащи извън човек, извън неговите интереси и желания. Единственото възможно щастие е в подчинението на тези сили. | “ |
| Ерих Фром, Бягство от свободата | |   |